# Schach von Wuthenow
Schach von Wuthenow – Erzählung aus der Zeit des Regiments Gensdarmes ist eine Erzählung von Theodor Fontane, die, in den Jahren 1878 bis 1882 entstanden, erstmals 1882 in der Vossischen Zeitung veröffentlicht wurde. Die Erstausgabe in Buchform erschien 1883 in Leipzig im Verlag von Wilhelm Friedrich.

## Handlung
Die Erzählung spielt im Jahr 1806 kurz vor Beginn des Vierten Koalitionskrieges, als die bevorstehende Niederlage Preußens gegen Napoleon für viele noch unabsehbar war. Der Protagonist, ein adeliger Offizier namens Schach von Wuthenow (sein Vorname wird nie genannt), ist Rittmeister im feudalen Regiment Gensdarmes. Damit gehört er der höheren Gesellschaft an, er verkehrt mit Prinz Louis Ferdinand, und er gilt als ausnehmend schöner, attraktiver Mann. Vor Ehe und Familie scheut er zurück, nicht aber vor amourösen Abenteuern. So umwirbt er die geistreiche Witwe Josephine von Carayon, in deren Salon er regelmäßig verkehrt. In einem Moment romantischer Gefühlsverwirrung verführt er deren Tochter Victoire von Carayon, die als junges Mädchen eine gefeierte Schönheit gewesen war, deren Gesicht jetzt jedoch durch die Blattern entstellt ist.
Frau von Carayon drängt lange vergebens auf eine den Ruf ihrer Tochter wieder herstellende Heirat und wird deswegen sogar beim preußischen König mit einem Fußfall vorstellig. Der Monarch erinnert Schach an seine Pflicht. Als königstreuer Offizier gehorcht Schach dem allerhöchsten Befehl und willigt in die Hochzeit ein. Er erschießt sich jedoch kurz nach dem Eheschluss, weil er glaubt, den Spott seiner Regimentskameraden nicht ertragen zu können.

## Historischer Hintergrund
Die Affäre zwischen Schach und Victoire basiert auf einem tatsächlichen Ereignis, das sich jedoch erst im Jahre 1815 zutrug: Otto Friedrich Ludwig von Schack, Major eines preußischen Eliteregiments und bekannter Frauenheld, entschloss sich, zur Behebung seiner Finanznöte die wohlhabende und gebildete, jedoch unansehnliche Victoire von Crayen, Tochter der berühmten Berliner Salonnière Henriette von Crayen, zu heiraten. Schack erschoss sich aber vor der Hochzeit, da er fürchtete, zum Gespött seiner Kameraden zu werden.
Der politisch-militärische Hintergrund ist der des Jahres 1806, und Fontane lässt viele reale Personen des Zeitgeschehens auftreten, so unter anderen den kritischen Militär-Schriftsteller Adam Heinrich Dietrich Freiherr von Bülow, dessen Verleger Johann Daniel Sander, Offiziere des Regiment Gensdarmes wie Ludwig Karl Alexander von Alvensleben sowie Mitglieder des Hofes, neben dem König selbst auch Prinz Louis Ferdinand von Preußen (1772–1806). Die Ansichten in Berlin waren gespalten. Eine Partei neigte in Anerkennung des Selbstbehauptungswillens der Französischen Revolution und des militärischen Genies Napoleons zu einer Neutralitätspolitik oder gar einem Bündnis mit Frankreich. Fontane lässt Bülow als einen ihrer Protagonisten ausführlich zu Wort kommen. Die andere Partei befürwortete den Krieg gegen Frankreich. Deren Argumente legt Fontane vor allem Schach von Wuthenow in den Mund. Demnach sei Napoleon ein „korsischer Thron- und Kronenräuber“, aber die preußische Armee werde es im Kriegsfalle schon richten („ich aber halte zu dem Friderizianischen Satze, dass die Welt nicht sicherer auf den Schultern des Atlas ruht, als Preußen auf den Schultern seiner Armee“). Wie Fontane und seine Leser wissen, waren wenige Monate später Preußen, seine Armee und das Regiment Gensdarmes untergegangen – was der fiktive Schach aufgrund seines Freitodes nicht mehr erleben sollte.
Die besondere Leistung Fontanes ist es, Schach nicht als einen oberflächlichen Schönling oder einen in einem verzerrten Ehrbegriff erstarrten Offizier zu zeichnen, sondern als einen geistig regen und tiefen Menschen, der als psychologischer Typus den Beginn des 19. Jahrhunderts in Preußen charakterisiert. Schach ist beides: preußischer Offizier und Landedelmann ebenso wie Ritter und Bewunderer echter Schönheit – ein Widerspruch, den er im Leben nicht zu vereinen weiß, weswegen er zwar die formale Pflichterfüllung wählt, den Spott der Umgebung aber nicht erträgt. Auch Schachs politische und militärische Irrtümer werden nicht als spezifische Schwäche dargestellt, sondern als unvermeidliche Beschränktheit des Zeitgenossen.
Fontane verfremdete die Hauptperson durch die Namenswahl Schach von Wuthenow, da das reale Vorbild, Otto Friedrich Ludwig von Schack, der norddeutschen Adelsfamilie von Schack angehörte, es jedoch auch ein mit ihnen nicht verwandtes schlesisches Adelsgeschlecht gab, das Schack von Wittenau (auch Schach von Wittenau) hieß.

## Ausgaben
- Theodor Fontane: Schach von Wuthenow. Friedrich, Leipzig 1883 (Digitalisat und Volltext im Deutschen Textarchiv).
- Theodor Fontane: Schach von Wuthenow. Erzählung aus der Zeit des Regiments Gensdarmes. Bearb. von Katrin Seebacher. Berlin 1997. ISBN 3-351-03118-1 (Große Brandenburger Ausgabe, Das erzählerische Werk, Band 6).
- Theodor Fontane: Schach von Wuthenow. Hrsg. Pierre-Paul Sagave. Ullstein, Frankfurt am Main / Berlin 1966.

## Trivia
1882 versuchte eine Gruppe des Berliner Märkischen Geschichtsvereins, das erfundene Schloss Wuthenow im gleichnamigen Ort anhand der Erzählung zu besuchen.

## Verfilmungen
- 1966: Die Geschichte des Rittmeisters Schach von Wuthenow (WDR) mit Karl-Michael Vogler[2] und Michael Degen[3]
- 1977: Schach von Wuthenow (Fernsehfilm)